# خوان كارلوس مونيوث (لاعب كرة قدم)
خوان كارلوس مونيوث (بالإسبانية: Juan Carlos Muñoz)‏ (4 أبريل 1978 بسانتياغو في تشيلي - ) هو مدرب كرة قدم ولاعب كرة قدم تشيلي في مركز الدفاع. لعب مع كولو-كولو.

## وصلات خارجية
- خوان كارلوس مونيوث على موقع قاعدة بيانات كرة القدم.إي يو (الإنجليزية)
- خوان كارلوس مونيوث على موقع Soccerway.com (الإنجليزية)
- خوان كارلوس مونيوث على موقع عالم كرة القدم.نت (الإنجليزية)